# Four à Chaux
Four à Chaux (abgekürzt: FAC) war ein Artilleriewerk der französischen Maginot-Linie (die deutsche Bezeichnung lautete Kalkofen oder Panzerwerk 615) bei Lembach im Elsass. Das Werk im Festungsabschnitt Vosges erhielt seinen Namen von einer in der Nähe befindlichen Kalkbrennerei und hatte zusammen mit dem nur 1,5 km entfernt liegenden Infanteriewerk Lembach die Aufgabe, das Tal der Sauer zu sperren.

## Aufbau

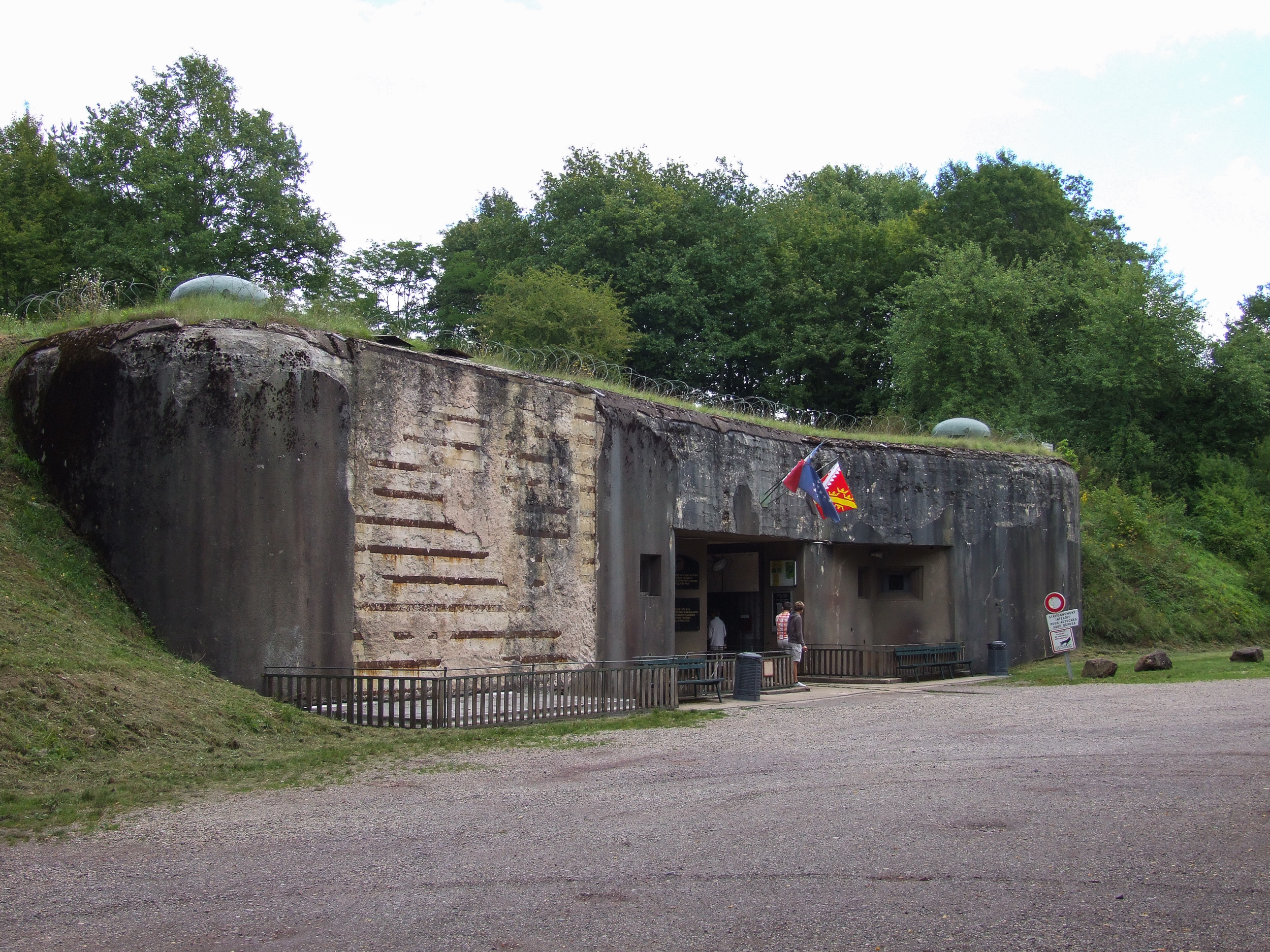
Munitionseingang des Artilleriewerks Four à Chaux

Die gesamte Festungsanlage wurde in einen etwa 270 m hohen Berg zwischen der Sauer und dem Schmelzbach hineingebaut. Wegen des sehr schmalen Bergrückens entstand ein sehr kompaktes Artilleriewerk mit einer für die Maginot-Linie geringen Ausdehnung von nur etwa 650 m. Zwischen 1930 und 1935 entstanden insgesamt acht Blöcke, an deren Errichtung zum Teil 800 Arbeiter pro Schicht rund um die Uhr beschäftigt waren. Der Mannschaftseingang führt ebenerdig in das Werk. Im Munitionseingang ist ein elektrischer Schrägaufzug eingebaut, der Munition und andere Versorgungsgüter nach oben transportiert. Dies ist einmalig für die Anlagen im Nordosten. Die Anlieferung erfolgte mit LKW oder der erst im Mai 1940 fertiggestellten 60-cm-Feldeisenbahn. Wegen der besonderen baulichen Gegebenheiten war das unterirdische Gangsystem nur etwa 1,6 km lang, weswegen man von einer Elektrifizierung der Werksbahn absah – die Loren mit beispielsweise der Munition wurden also von Soldaten bis an die Sohle der Kampfblocks geschoben und von dort per Aufzug nach oben transportiert.

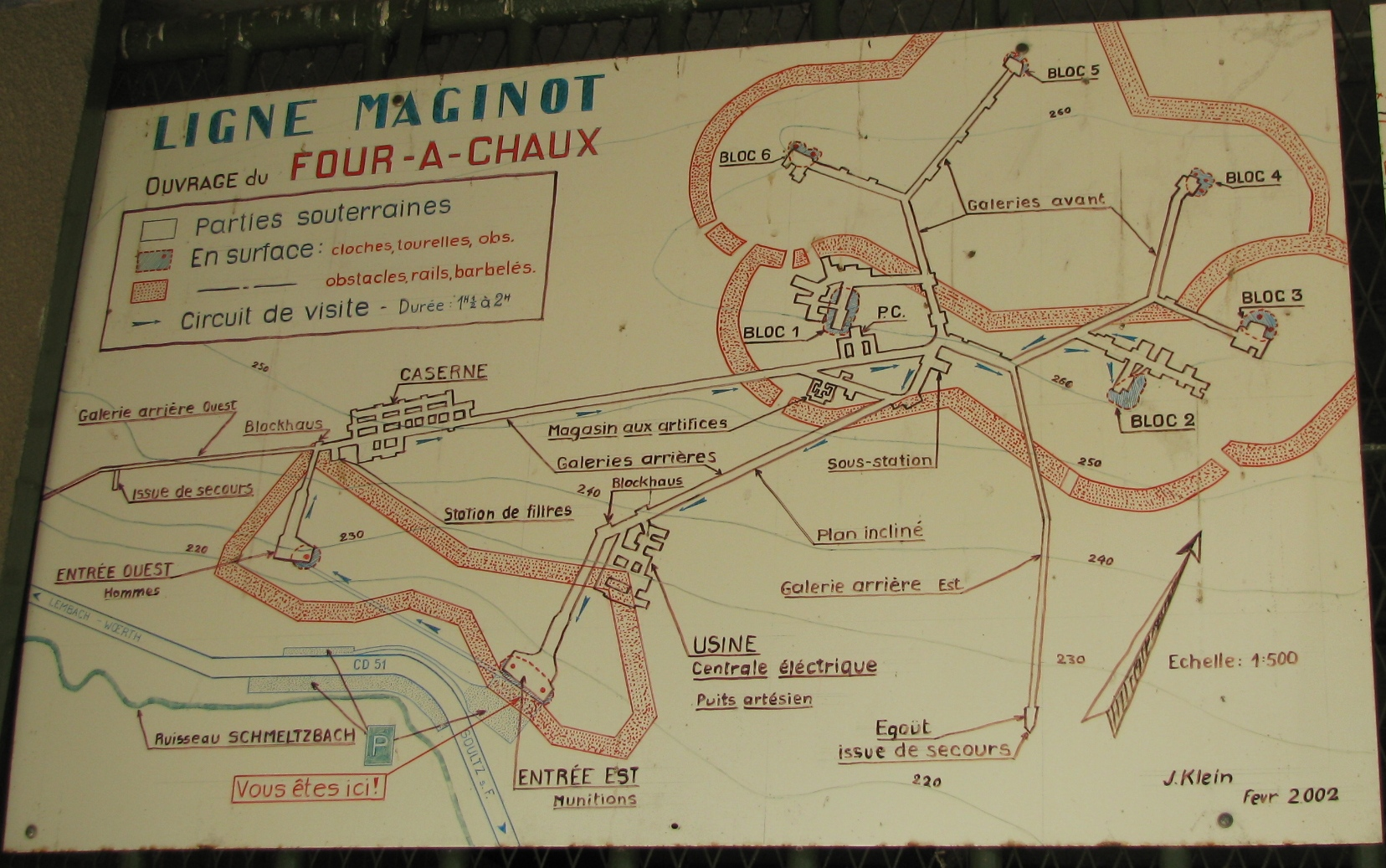
Lageplan des Artilleriewerks Four à Chaux

Die unterirdische Kaserne bestand wie für ein solches Werk üblich aus einer Sanitätsabteilung mit Operationsraum, einer Versorgungsabteilung zur Bevorratung von Lebensmitteln und einer Großküche mit getrennter Zubereitung der Essen für Mannschaften und Offiziere, Ruhe- und Bereitschaftsräumen mit Duschen und Toiletten sowie einer technischen Abteilung mit Kraftwerks- und Heizungsanlagen und entsprechenden Werkstätten. Das Frischwasser wurde aus einer unterirdischen Quelle gewonnen.
Bei den sechs Kampfblöcken handelt es sich um drei Artilleriebunker (Block 1, 2 und 3), zwei Infanteriebunker (Block 4 und 5) und eine Infanteriekasematte (Block 6).

## Kampfhandlungen
1938 wurde das Artilleriewerk mit Truppen des „165e régiment d'infanterie de forteresse“ (165. Festungsinfanterieregiment)  und des „168e régiment d'artillerie à pied“ (168. Fußartillerieregiment) belegt. Am 20. Mai 1940 wurde von hier erstmals das Feuer auf deutsche Patrouillen eröffnet. Die deutsche 215. Infanteriedivision erhielt am 16. Juni den Auftrag, die nur mit Blockhäusern befestigte Linie zwischen Windstein und Lembach anzugreifen. Die schwachen Befestigungsanlagen konnten überhaupt nur bei funktionierender Telefonverbindung durch die Artilleriewaffen des FAC geschützt werden. Nach einigen kurzen Feuergefechten in den folgenden Tagen begann der eigentliche Angriff am 19. Juni. Insgesamt 27 Stukas bombardierten ab 9:00 Uhr vor allem die Kampfblöcke des FAC, später auch das Infanteriewerk Lembach. Nachmittags erfolgten weitere Luftangriffe. Abgesprengte Betonteile deckten den Panzerdrehturm von Block 2 so zu, dass er von zwei Soldaten freigeräumt werden musste. Durch einen Zufallstreffer war zudem die Telefonleitung zu den Blockhäusern unterbrochen worden. Entsprechende Zielangaben konnten nicht mehr durchgegeben werden. Den deutschen Truppen gelang so der Durchbruch und sie standen abends bereits in Haguenau. Das Artilleriewerk Four à Chaux gab letztmals am 24. Juni 1940 gegen 17:00 Uhr einige Salven ab. Erst am 1. Juli, sechs Tage nach dem Waffenstillstand, ergab sich die Besatzung des Four à Chaux auf schriftliche Anweisung der französischen Heeresleitung mit allen kriegerischen Ehren. Am nächsten Tag erfolgte die Entwaffnung der Mannschaften. Zwischen 1940 und 1944 führte die deutsche Wehrmacht mehrere Sprengversuche mit dem Pionierkampfmittel Taifun durch, wobei praktisch alle Panzerdrehtürme bis auf einen zerstört wurden. Turm Nummer 2 ist nahezu vollständig erhalten und im Rahmen von Führungen heute funktionsfähig zu besichtigen. Des Weiteren wurden die Dieselaggregate demontiert.

## Die Festung heute

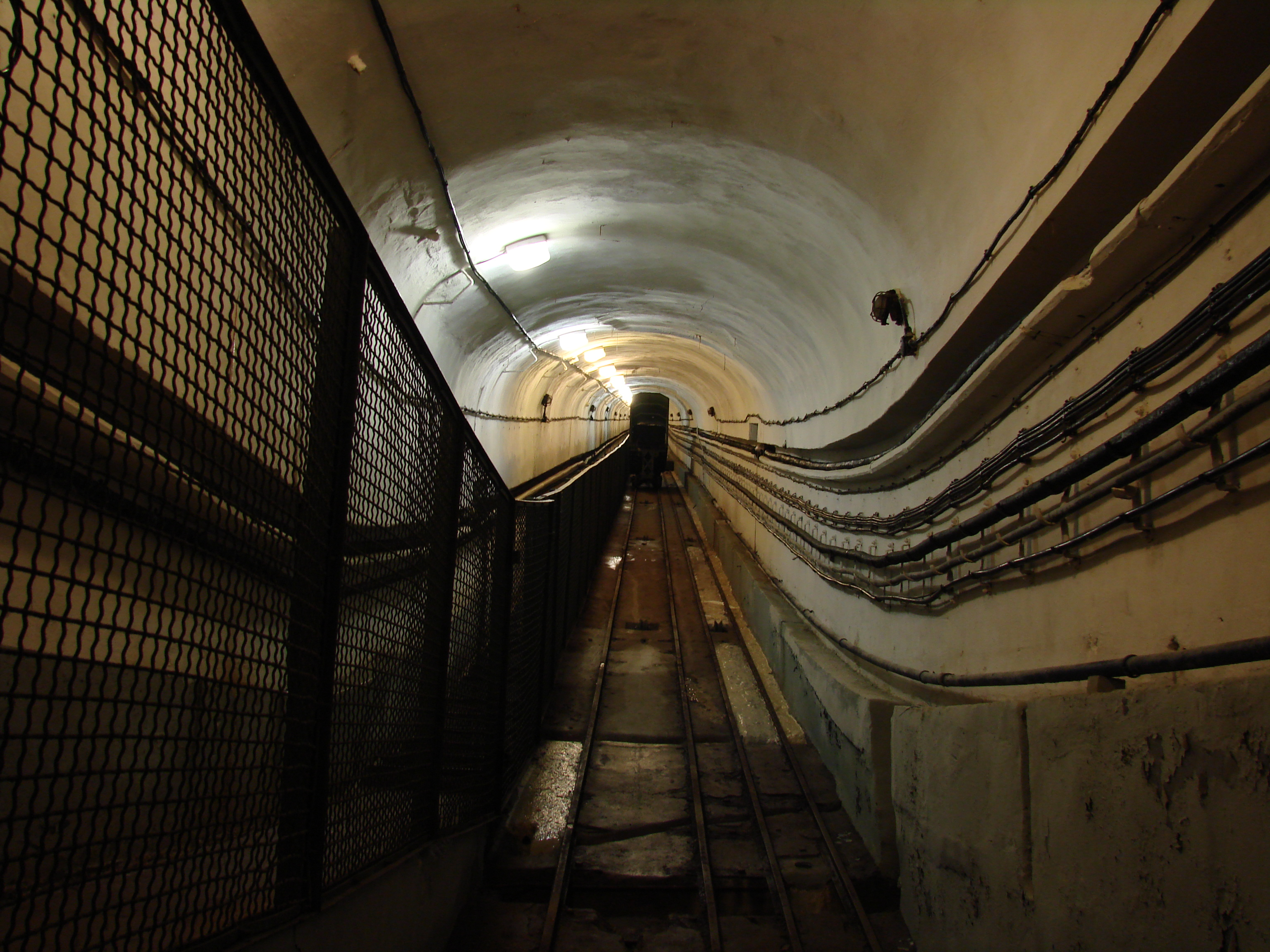
Der Schrägberg, eine Besonderheit der Maginot-Linie

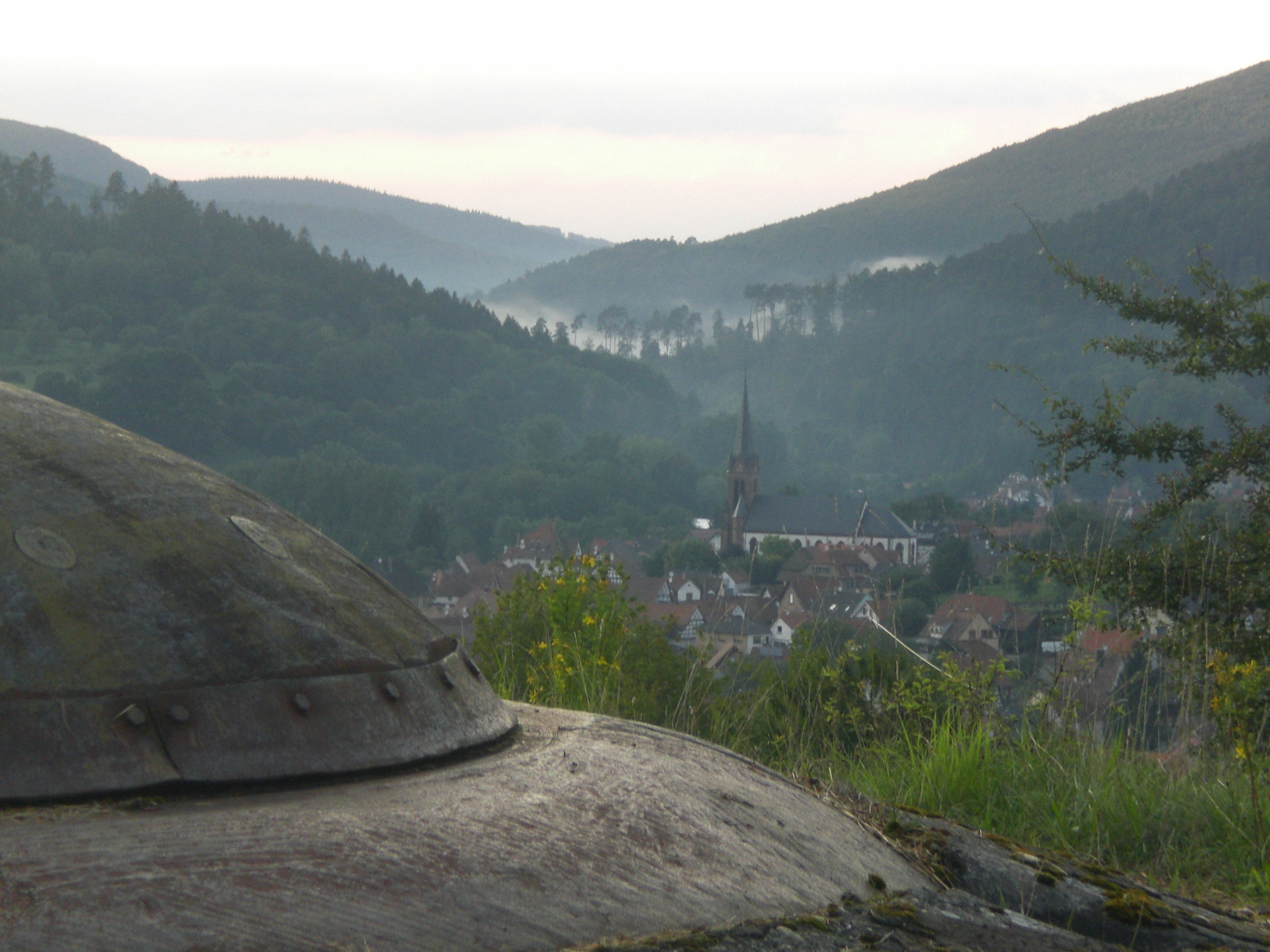
Blick vom Kampfblock 5 auf das Dorf Lembach

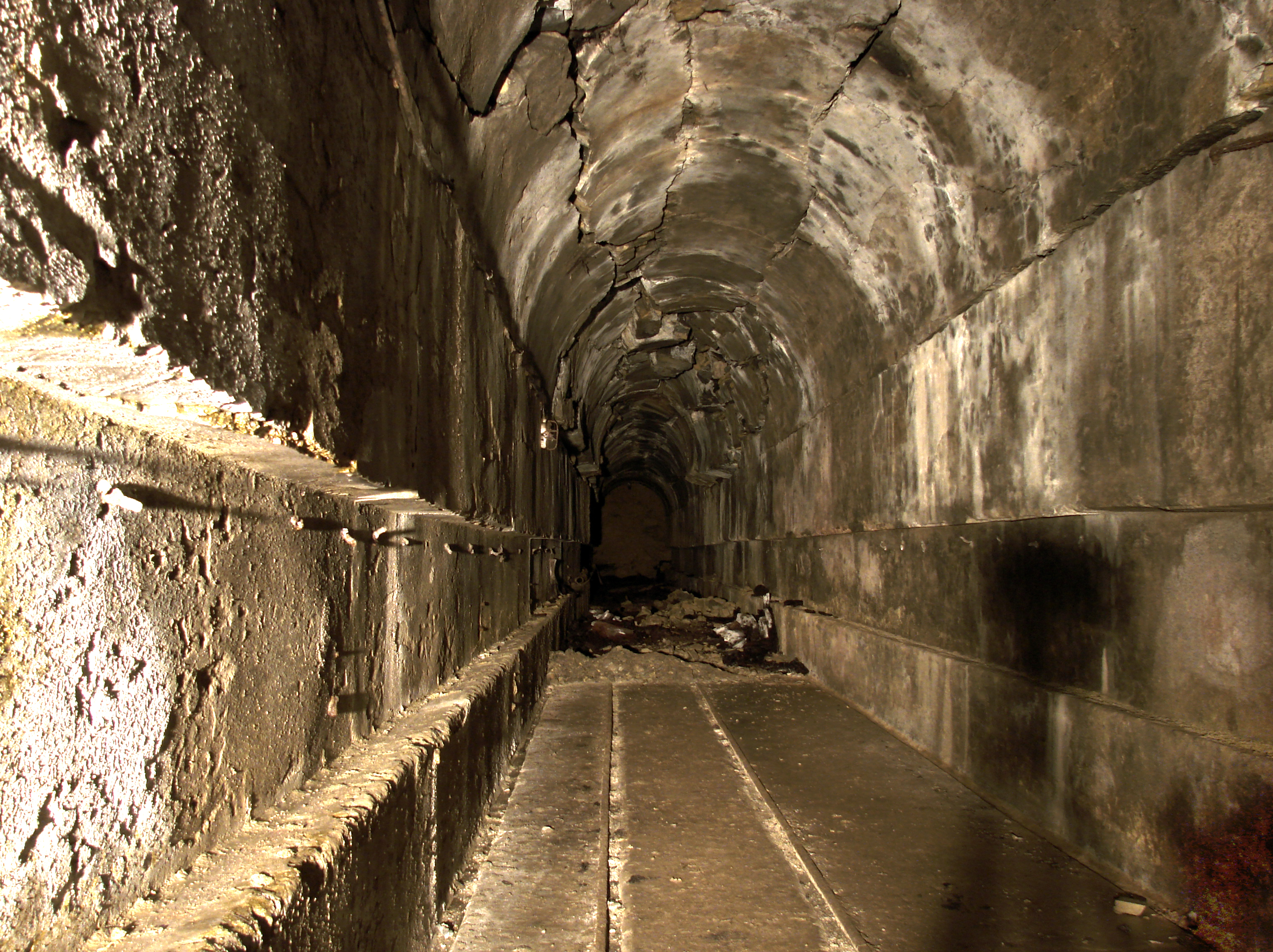
Reste des Kampfblock 1

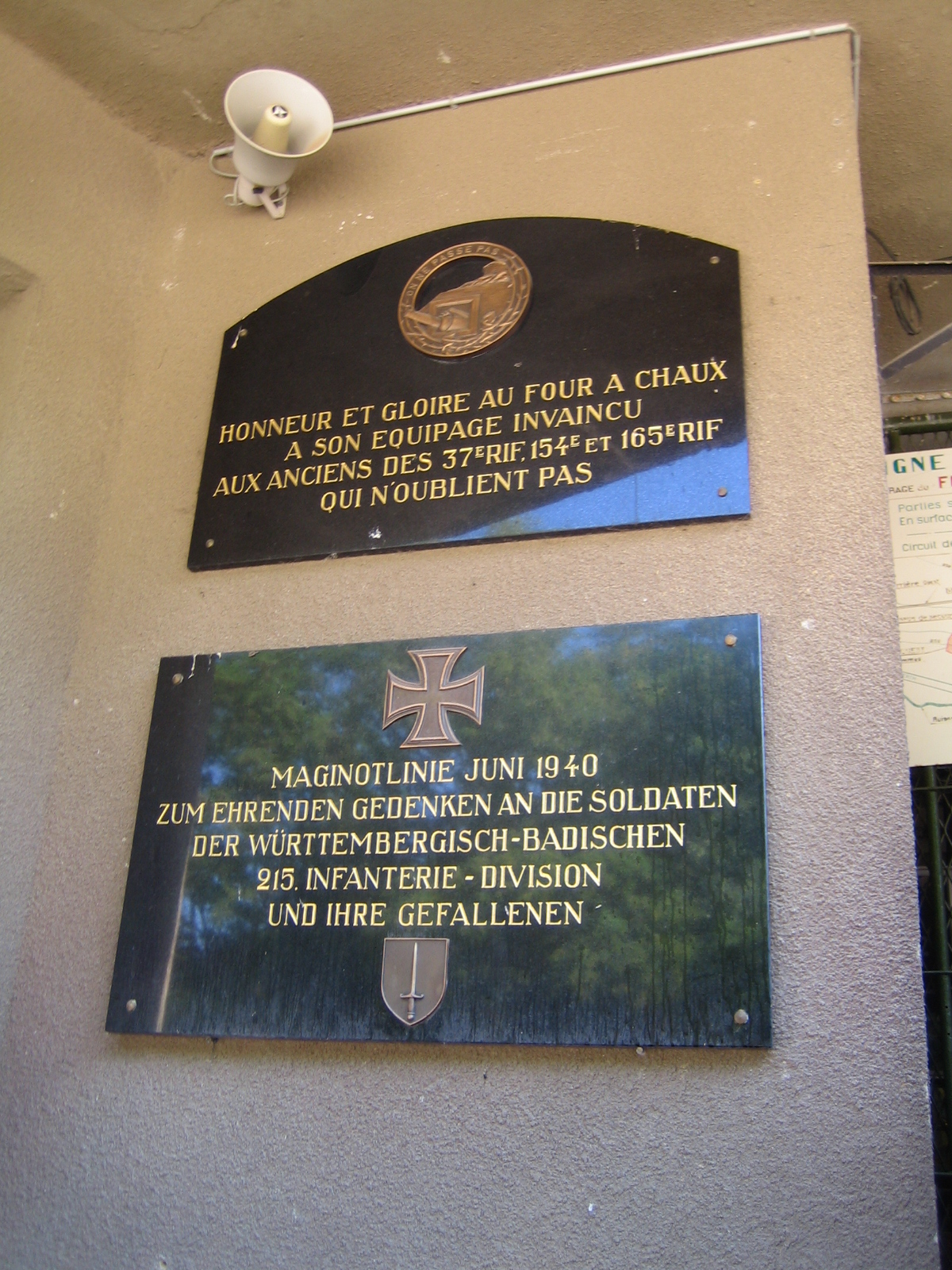
Gedenktafel am Eingang

Zwischen 1951 und 1953 ließ die französische Armee das Werk bis auf Block 1 wieder instand setzen. Es gehört heute noch immer der Luftwaffe. Allerdings konnte der Fremdenverkehrsverein Lembach & Umgebung seit 1983 das Artilleriewerk für die Öffentlichkeit zugänglich machen. Neben der Anlage selbst (Mannschaftseingang, Kaserne, Block 2 usw.) können ein Museum mit Ehrendenkmal für die französischen und deutschen Gefallenen besichtigt werden. Einzelführungen werden nicht durchgeführt.
Die Werksoberfläche ist Militärgelände und darf nicht betreten werden. Eine Begehung ist wegen der dort noch immer vorhandenen Infanteriehindernisse (unter anderem versenkte Stahlspitzen) lebensgefährlich.
Der Roman „Die Tote unter der Maginot-Linie“ spielt in der Bunkeranlage und der Umgebung.